# УСК-2000
УСК-2000 (англ. UCS-2000) — Державна геодезична референцна система координат України, яку використовують для виконання топографо-геодезичних та картографічних робіт.

## Опис

### Характеристики
- Референц-еліпсоїд: еліпсоїд Красовського;
- Система висот: Балтійська 77.

## Зв'язок з іншими системами координат
УСК-2000 впроваджена в Україні в першу чергу для заміни застарілих систем координат Пулково-42 (СК-42) та СК-63.
Роботи із землеустрою здійснювали в різних системах координат, переважно в СК-63 – системі координат повоєнного часу, яка в свою чергу є похідною від ще більш давньої системи СК-42. Зрозуміло, що ці системи координат застарілі й не відповідають сучасному рівню розвитку технологій, тому не можуть забезпечити адекватну точність вимірювань. Там, де УСК-2000 дозволяє домогтися сантиметрової точності, СК-63 в масштабах країни генерувала спотворення на декілька метрів.— Головне управління Держгеокадастру У Черкаській обасті, https://cherkaska.land.gov.ua/systema-koordynat-usk-2000-zabezpechyt-tochnist-vymiriuvan/
Для конвертації координат СК-42 та СК-63 в координати УСК-2000 і навпаки розроблено спеціальні математичні формули та програмне забезпечення у вигляді геодезичних калькуляторів, при цьому під час перетворення можуть виникати певні похибки.

### Параметри EPSG та PROJ
Код УСК-2000 в реєстрі EPSG Geodetic Parameter Dataset:
- EPSG:5561

Параметри для програмної бібліотеки PROJ (PROJ.4):
- +proj=longlat +ellps=krass +no_defs +type=crs

### Параметри WGS-84
Координати діагонально протилежних точок прямокутної зони дії УСК-2000 у Світовій геодезичній системі координат WGS-84:
- 22.15 43.18
- 40.18 52.38

Центр координат зони дії УСК-2000:
- 31.17 47.78